# Кищина Слобода
Кищина Слобода — агрогородок в Борисовском районе Минской области Белоруссии. Входит в состав Пригородного сельсовета. Расположен на реке Нача в 17 км от города Борисова и одноимённой железнодорожной станции, в 88 км от Минска. Население — 475 человек (2009).

## История
Первые упоминания о деревне относятся к XVIII в.
С 20 августа 1924 года — центр Кищинослободского сельсовета. С 9 июня 1927 года 26 июля 1930 года в Минском округе. С 20 февраля 1938 года — в Минской области. С 8 февраля 2010 года в Пригородном сельсовете.

## Достопримечательности
- Католическая часовня (1811 г.) св. Анны на кладбище
- Усадьба Тюндевицких XIX в.